# Клаудио Монтеверди
Клаудио Монтеверди (на италиански: Claudio Monteverdi) е италиански композитор, цигулар и певец.
Неговото творчество е преходът между ренесансовата и бароковата музика. В това отношение музиката му се счита за революционна за времето си. През дългия си живот той създава произведения, които биха могли да се причислят както към едната, така и към другата епоха. Монтеверди написва най-ранната драматична опера „Орфей“, поради което се радва на слава през целия си живот. Монтеверди се смята за майстор на мадригала.
Известният композитор е и създател на оперния оркестър; той първоначално се състоял от тридесет души. Той има слава като един от най-известните композитори през ренесанса, както всъщност и като един от първите.

## Творчество
Монтеверди написва осемнадесет опери, от които днес са запазени единствено „Орфей“, „Коронацията на Попея“, „Завръщането на Одисей“ и известната ария „Lamento“ от неговата втора опера „l'Arianna“. Автор е и на много мадригали и сакрални произведения.

## За него
- Bukofzer M. Music in the Baroque era. New York, 1947.
- Schrade L. Monteverdi, creator of modern music. London, 1950.
- Бронфин Е. Клаудио Монтеверди. Ленинград, Музыка, 1970.
- Конен В. Д. Монтеверди. Москва, 1971.
- Arnold D. Monteverdi. London, 1975.
- The letters of Claudio Monteverdi, ed. by D. Stevens. London, 1980.
- Arnold D., Fortune N. The new Monteverdi companion. London, Boston, 1985.
- Stattkus M.H. Claudio Monteverdi. Verzeichnis der erhaltenen Werke: kleine Ausgabe. Bergkamen, 1985.
- Carter T. Music in late Renaissance and early Baroque Italy. London, 1992.
- Скудина Г. Клаудио Монтеверди: Орфей из Кремоны. Москва, 1998.
- Whenham J., Wistreich R. The Cambridge companion to Monteverdi. Cambridge, New York, 2007.